# Розыгрыш (шутка)

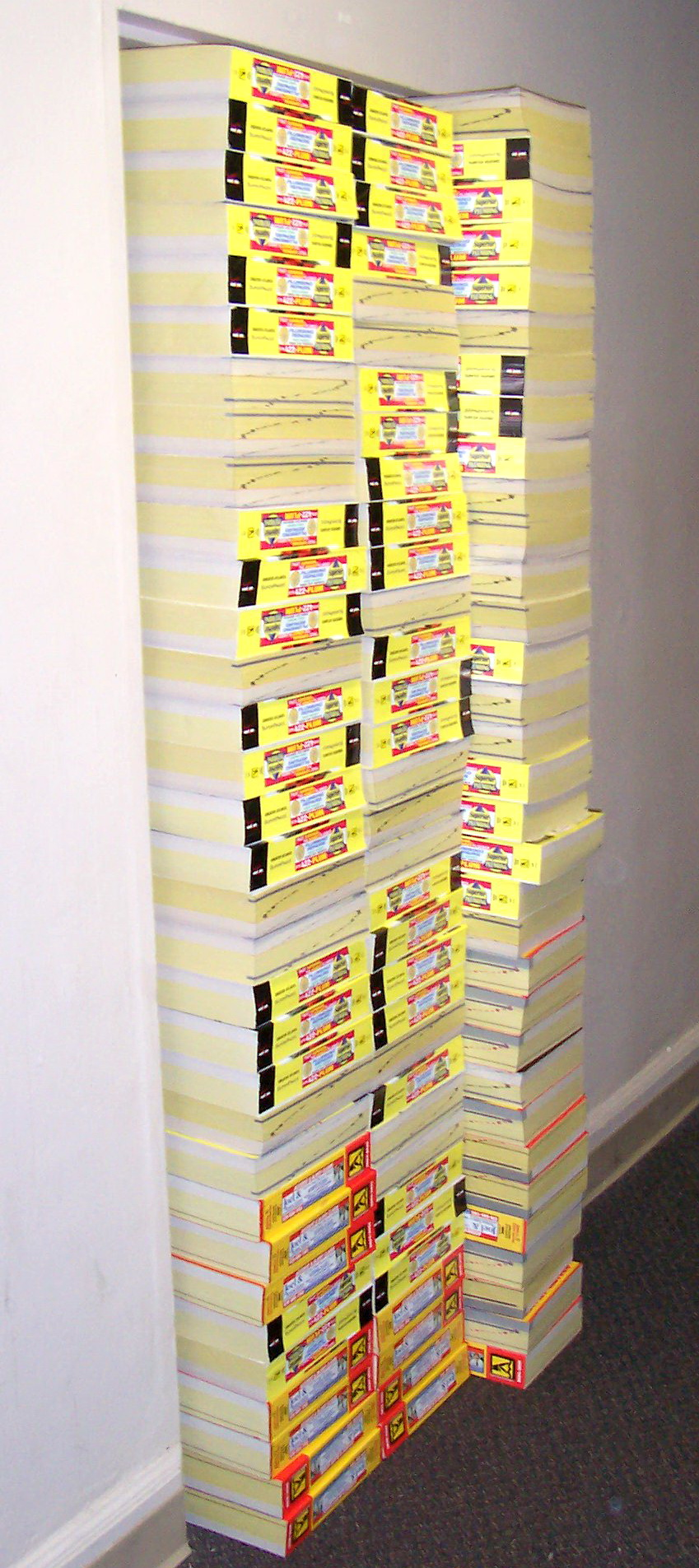
Розыгрыш: шутники заблокировали дверной проём тяжёлыми телефонными справочниками.

Ро́зыгрыш — шутка с целью одурачить кого-либо, поставить кого-либо в глупое, смешное положение, заставив поверить во что-либо придуманное.
Шутливый трюк, часто с участием какого-либо физического средства, при котором «жертва» ставится в неловкое или невыгодное положение. Близкими синонимами понятия «розыгрыш» являются «пранк», «гэг», «риб». Следует отличать «розыгрыш» от таких понятий, как «злоупотребление доверием» (confidence trick) или «мистификация»: в этих двух случаях основная цель действа — отъём у жертвы денег или других ценностей; получение нематериальной выгоды (приобретение известности, скандальной славы). Розыгрыш как таковой никакой выгоды его устроителям не приносит. Розыгрыши, как правило, беззлобны и не имеют длительного эффекта; они направлены на то, чтобы заставить «жертву» почувствовать себя одураченной или глупой, но не пострадавшей или униженной. Большинство розыгрышей преследуют целью поднятие настроения, смех; однако бывают и «жестокие розыгрыши», которые по сути представляют собой травлю, преследование или исключение из коллектива, а не укрепление социальных связей посредством «ритуального унижения».
Во многих странах западной культуры существуют специальные «дни для розыгрышей»: День смеха (День дурака) и Ночь беспорядков.

## Описание
Розыгрыш чётко отличается от «шутки» тем, что для розыгрыша человек обязан что-либо сделать физически, а не просто произнести шутливую фразу. Розыгрыш может быть долгим и даже очень продолжительным по времени, в то время как шутка — явление кратковременное, «разовое». В розыгрышах могут фигурировать такие предметы, как поддельная рвота и кал, жуки из жевательной резинки, взрывающиеся сигары, бомбы-вонючки, специальные костюмы, подушки-пердушки, скотч, китайские ловушки для пальцев, глаза навылупку.
Розыгрыши распространены в «офисных коллективах», так как там зачастую бывает весьма скучно. Например, коллеги могут покрыть компьютерные аксессуары соседа по рабочему столу желе, обернуть его стол рождественской бумагой или алюминиевой фольгой. Из «жестоких» офисных розыгрышей можно отметить «скорпиона»: две обычные скрепки распрямляются и скручиваются друг с другом, образуя своеобразный отрезок колючей проволоки (см. илл.), который подкладывается на сиденье кресла коллеги. Также розыгрыши могут совершаться над спящими людьми (друзьями, приятелями): намазать лицо спящего зубной пастой или кетчупом, сделать «дерзкий макияж» и др.

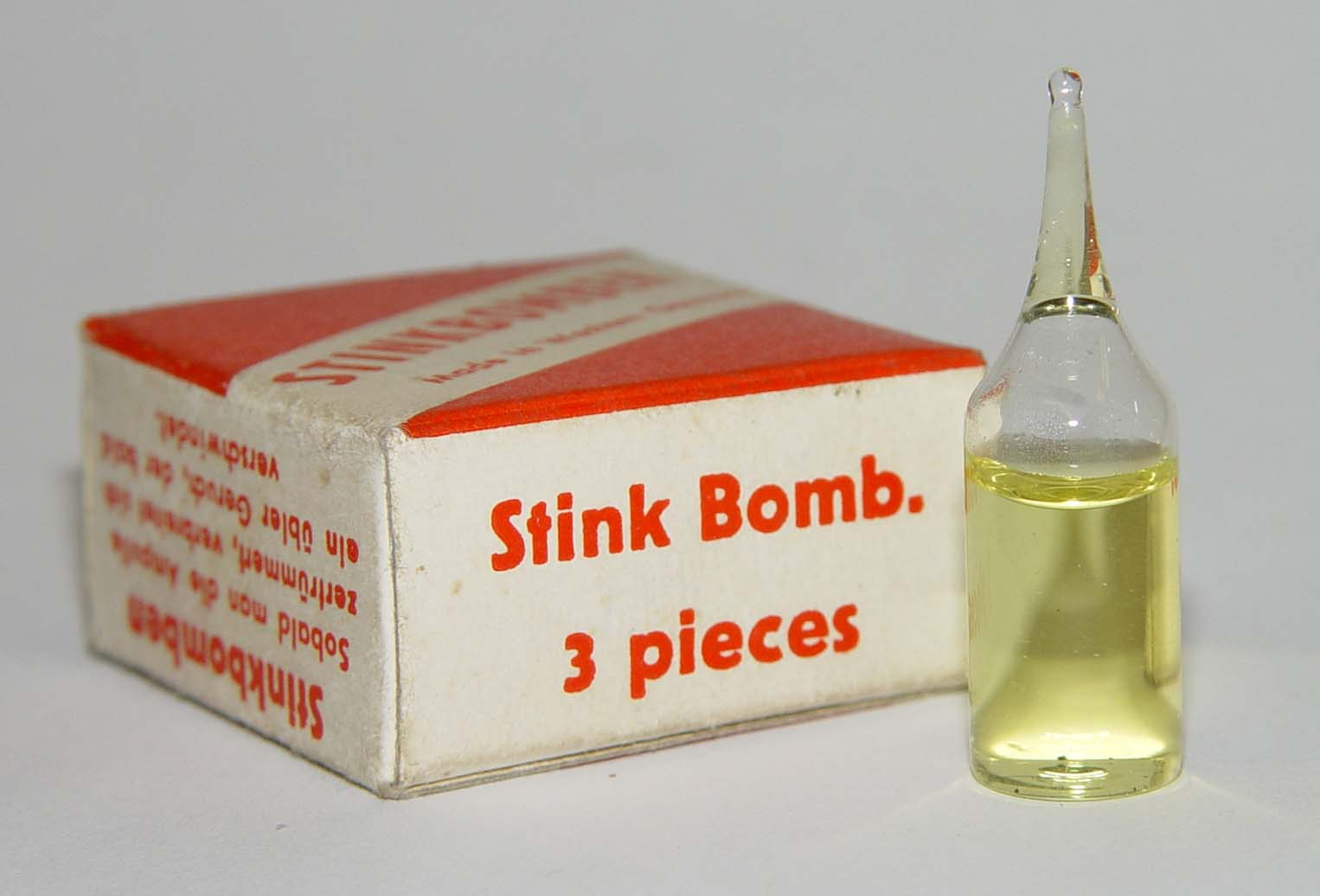
Набор из трёх бомб-вонючек[англ.]
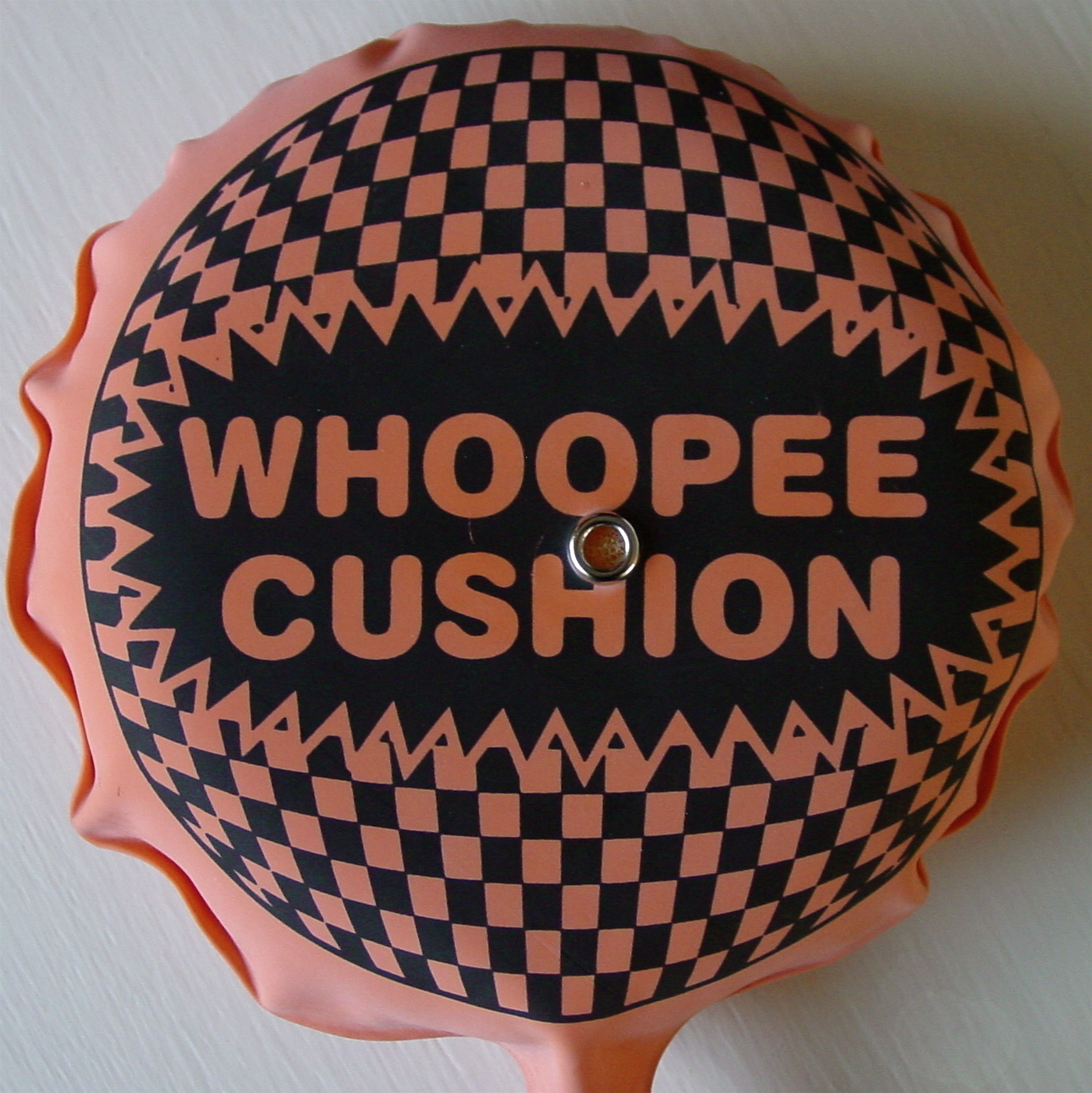
Подушка-пердушка
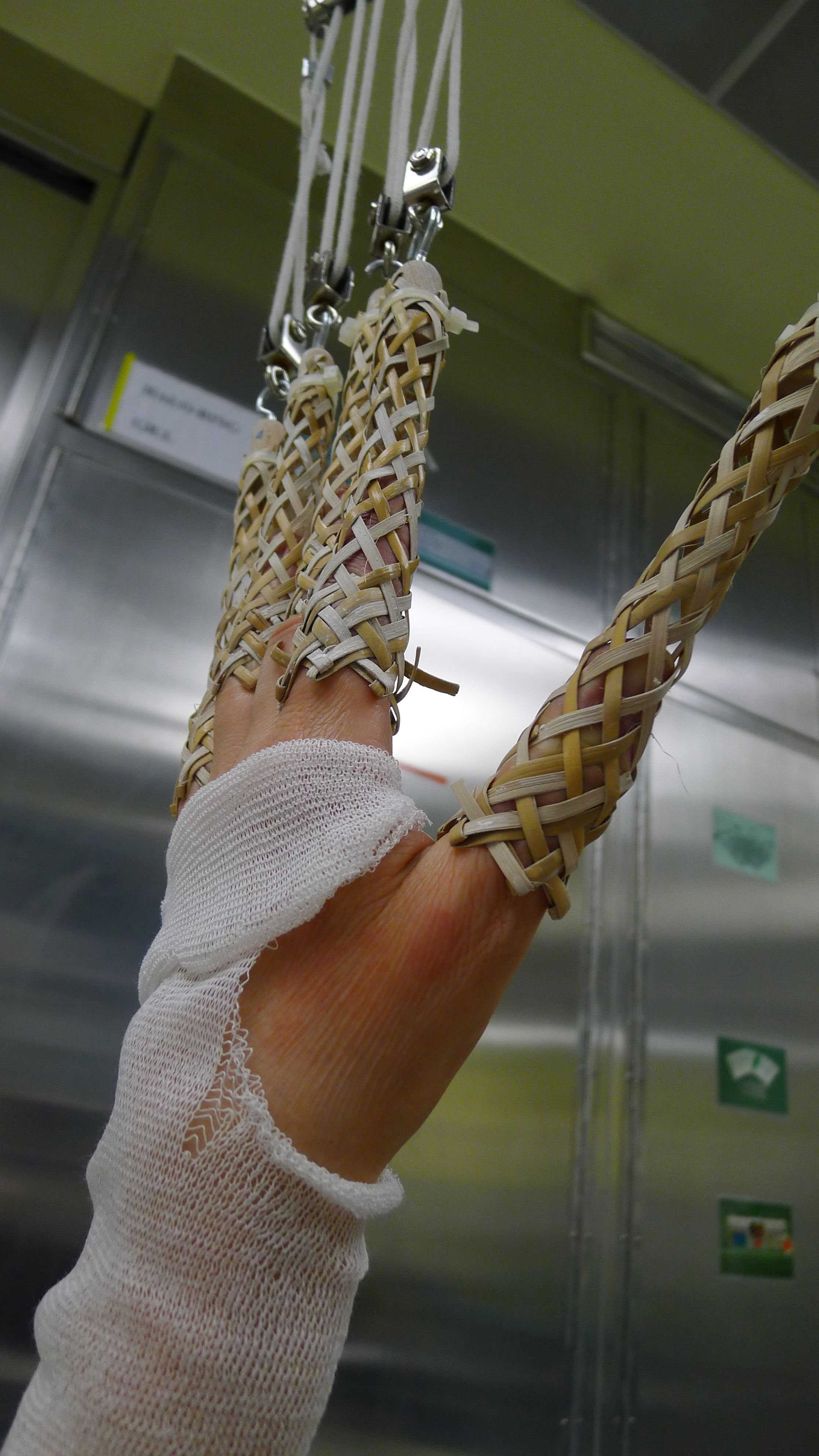
Китайская ловушка для пальцев
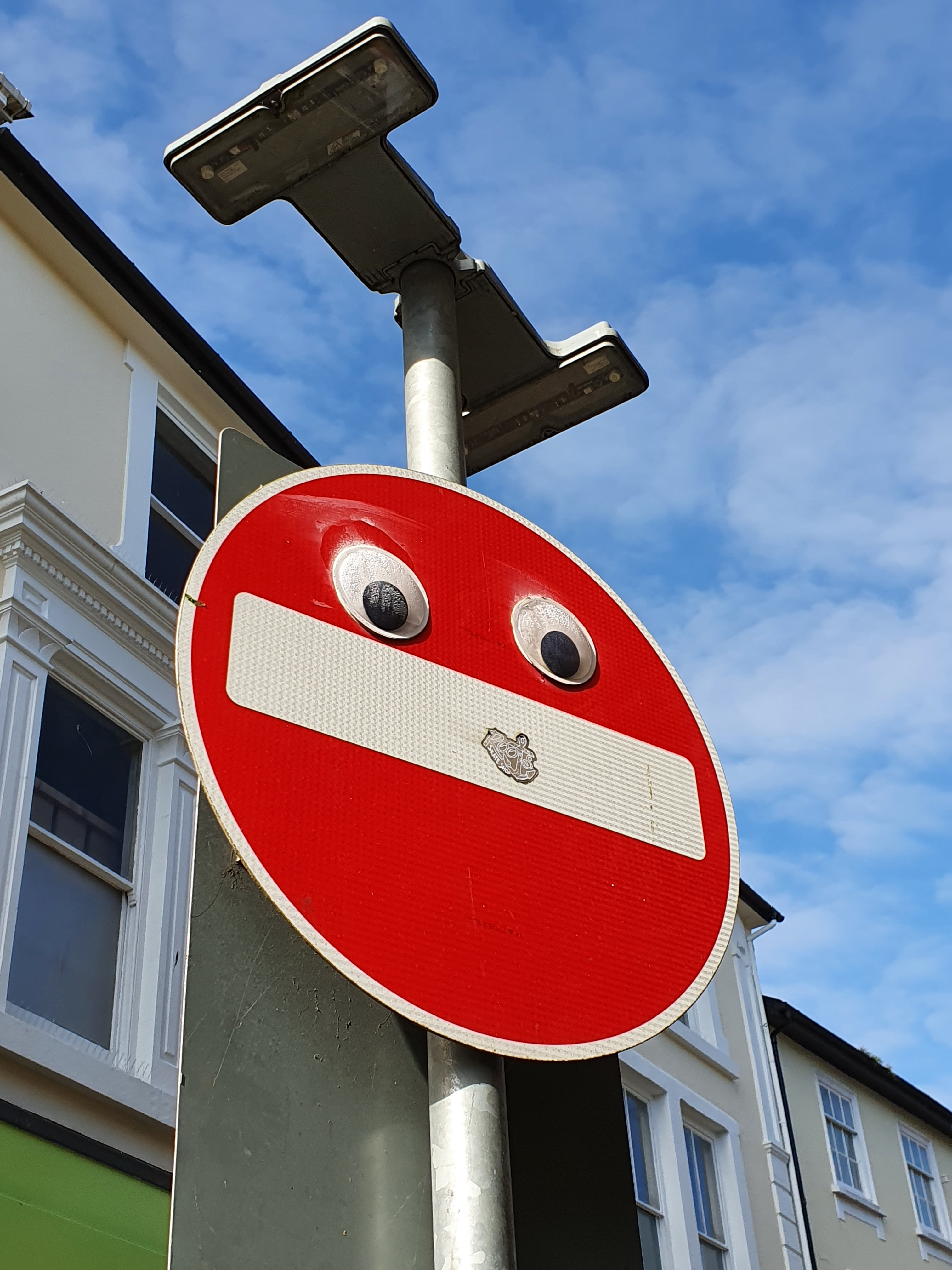
Шутники прикрепили глаза навылупку[англ.] на знак «Въезд запрещён»
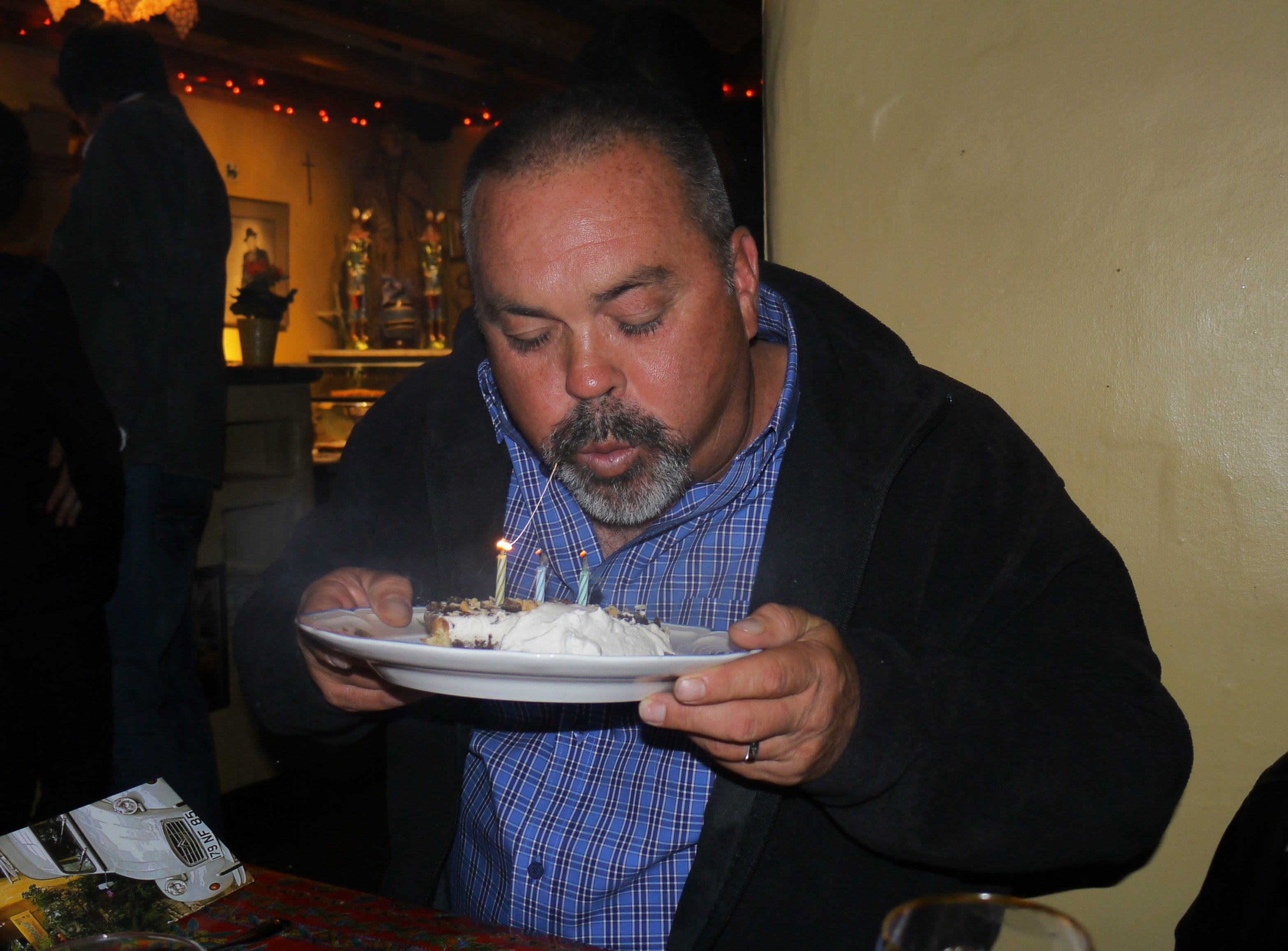
Незадуваемые свечи
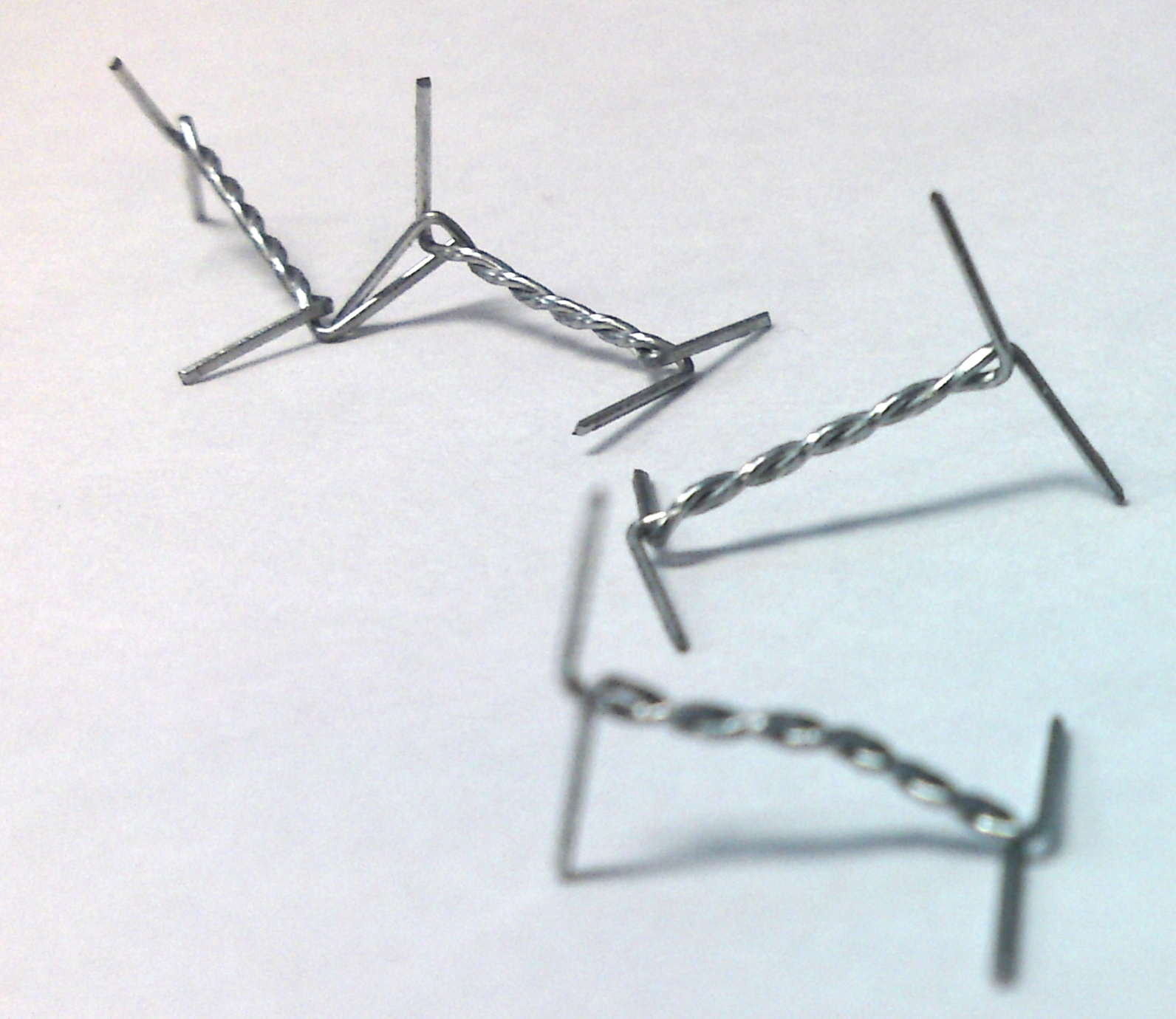
«Скорпион»

## Студенческие розыгрыши
Понятие «студенческий розыгрыш» известно по всему миру с давних времён. Такие шутки часто могут иметь форму мелких преступлений (например, кража дорожных знаков и другого общественного имущества) или мистификации.
1 апреля 1998 года студенты Массачусетского технологического института взломали официальный сайт своего учебного заведения и разместили на главной его странице сообщение о том, что The Walt Disney Company покупает их вуз за 6,9 миллиарда долларов и переименовывает его в «Технологический институт Диснея».
Кража дорожных конусов
Известная разновидность «студенческого розыгрыша» — кража дорожных конусов. Проблема кражи и неправильного использования этих объектов дорожной инфраструктуры студентами приобрела такую известность, что представитель Национального союза студентов Великобритании сделал по этому поводу отдельное заявление. Некоторые вузы зашли так далеко, что посвятили целые страницы своих «университетских уставов» объяснениям законов о краже дорожных конусов. Проблема кражи дорожных конусов приобрела такую остроту в Великобритании в 1990-х годах, что была поднята в Парламенте. В 2002 году полиция Файфа объявила «амнистию дорожных конусов», позволяющую студентам Университета Сент-Эндрюса возвращать украденные дорожные конусы, не опасаясь судебного преследования. Представитель полиции заявил, что кража дорожных конусов стала «почти еженедельным явлением».
См. также Хакерство в Массачусетском технологическом институте; Калифорнийский технологический институт: Розыгрыши

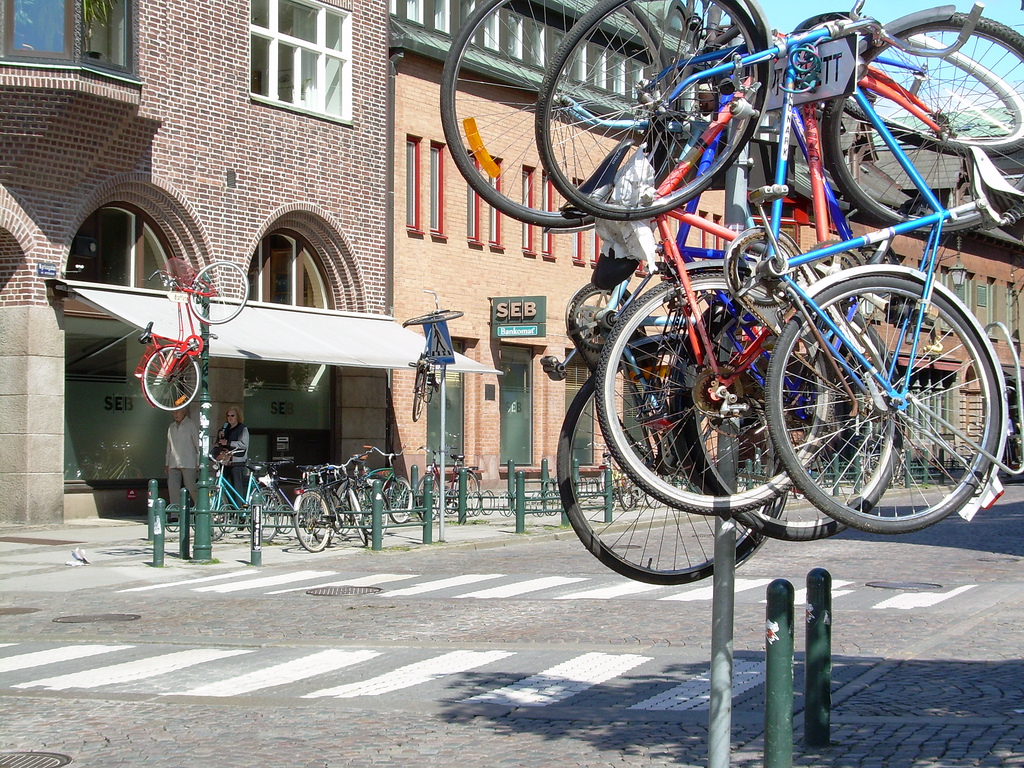
Студенты развесили стоящие на парковке велосипеды по столбам (Лунд, Швеция, 2006 год)
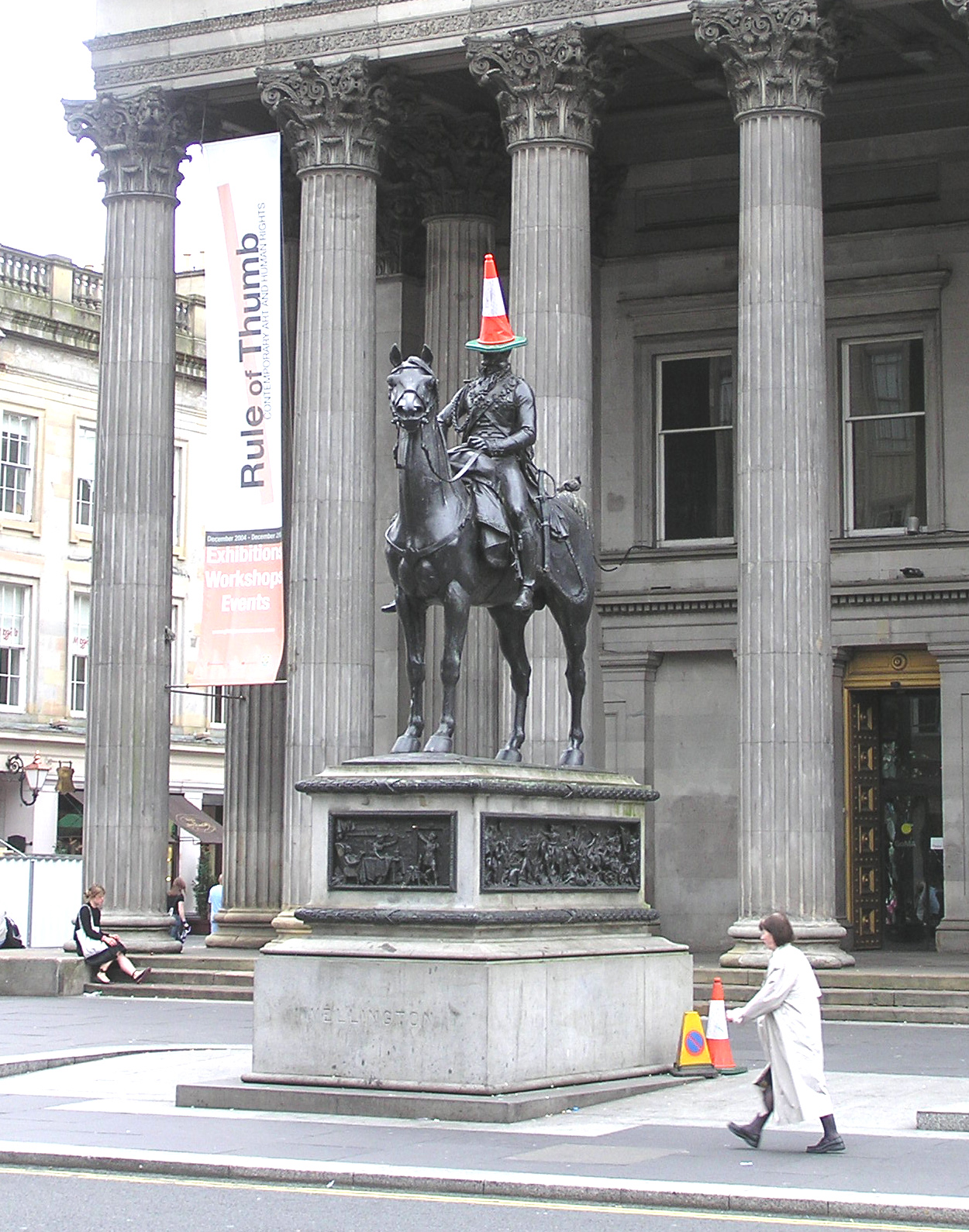
Шутники водрузили дорожный конус на голову герцогу Веллингтону (статуя герцога Веллингтона[англ.], перед входом в Галерею современного искусства, Глазго, Шотландия)
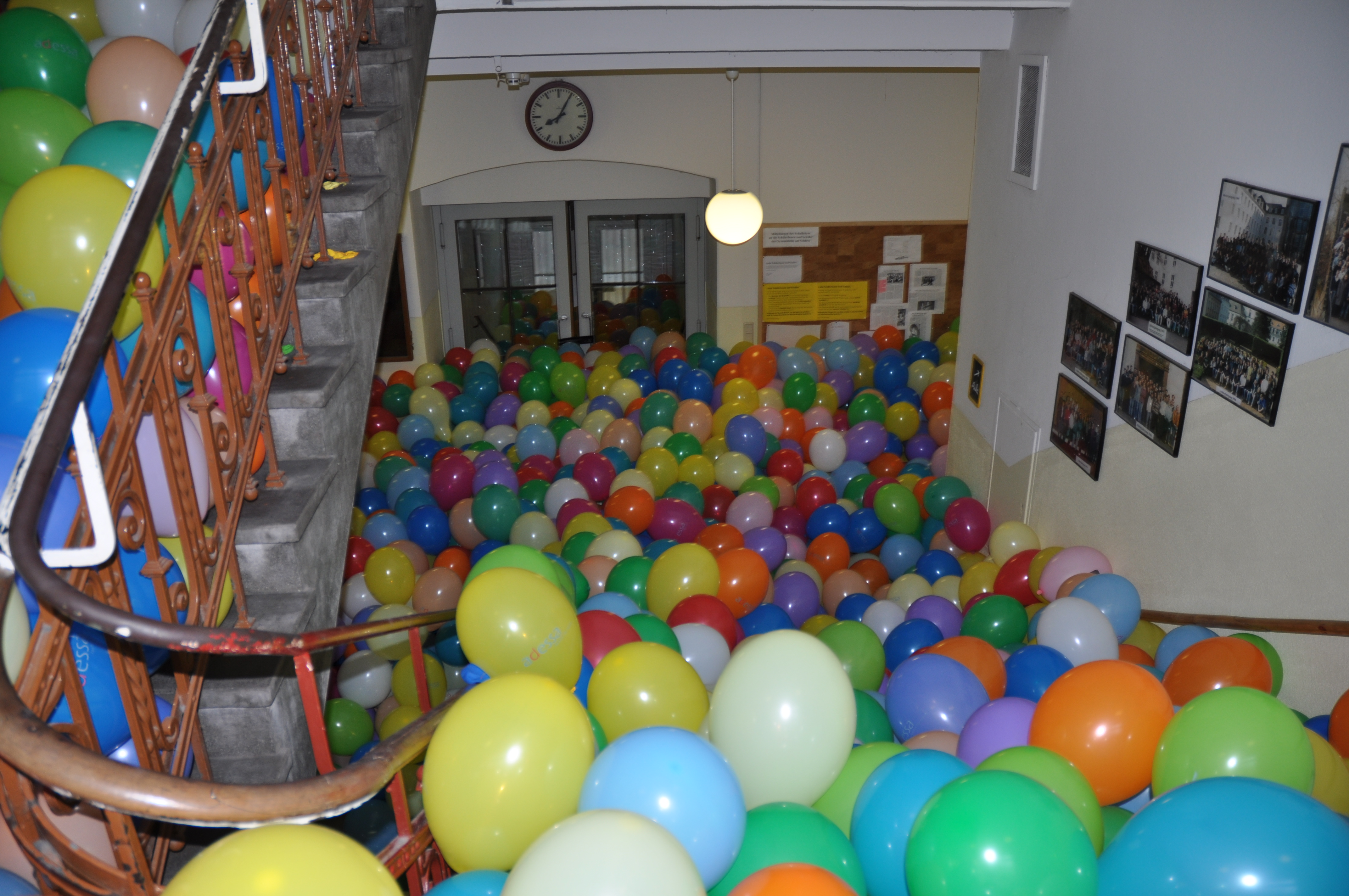
Розыгрыш в одной из гимназий г. Саарбрюккен (Германия)

## Известные розыгрыши
Один розыгрыш, который драматург Чарльз Макартур назвал своим любимым, касается американского художника и богемного персонажа Уолдо Пирса. Живя в Париже в 1920-х годах, Пирс «подарил очень большую черепаху женщине, которая была консьержкой в его доме». Женщина души не чаяла в черепахе и прекрасно заботилась о ней. Несколько дней спустя Пирс заменил эту черепаху чуть большей по размеру. Такие подмены регулярно продолжались на протяжении некоторого времени. Дама, вне себя от счастья, похвасталась своей чудесной черепахой всему району. После этого Пирс начал подменять черепах в обратном порядке, всё меньшими и меньшими, к её изумлению и огорчению. Этот розыгрыш лёг в основу детской повести Роальда Даля «Эсио Трот» (1990).
Успешные современные розыгрыши часто используют преимущества модернизации инструментов и техник. В Канаде студенты-инженеры известны ежегодными розыгрышами; в Университете Британской Колумбии они обычно включают в себя подвешивание автомобиля Volkswagen Beetle в неожиданных местах (например, на мосту «Золотые ворота» или на мосту «Львиные ворота»). Студенты-инженеры Кембриджского университета в Англии однажды водрузили автомобиль Austin 7 на крышу здания Сената университета. Розыгрыши также могут адаптироваться к политическому контексту своей эпохи.
В отличие от каменной воши в Германии, рогатый заяц на американском Западе стал «узаконенным розыгрышем», который сельские жители постоянно устраивают над туристами, большинство из которых никогда не слышало об этом старом мифе.
Другие известные розыгрыши
- Дерево спагетти (Великобритания, 1957 год)
- Мистификация на «Дредноуте» (линкор «Неустрашимый», 1910 год)
- Путешествие садового гномика (по всему миру; 1986 — н. в.)
- Розыгрыш на Бернерс-стрит (Бернерс-стрит[англ.], Вестминстер, Лондон, Англия; 1809 год)
- Снос Великой Китайской стены (Денвер, Колорадо, США, 1899 год)

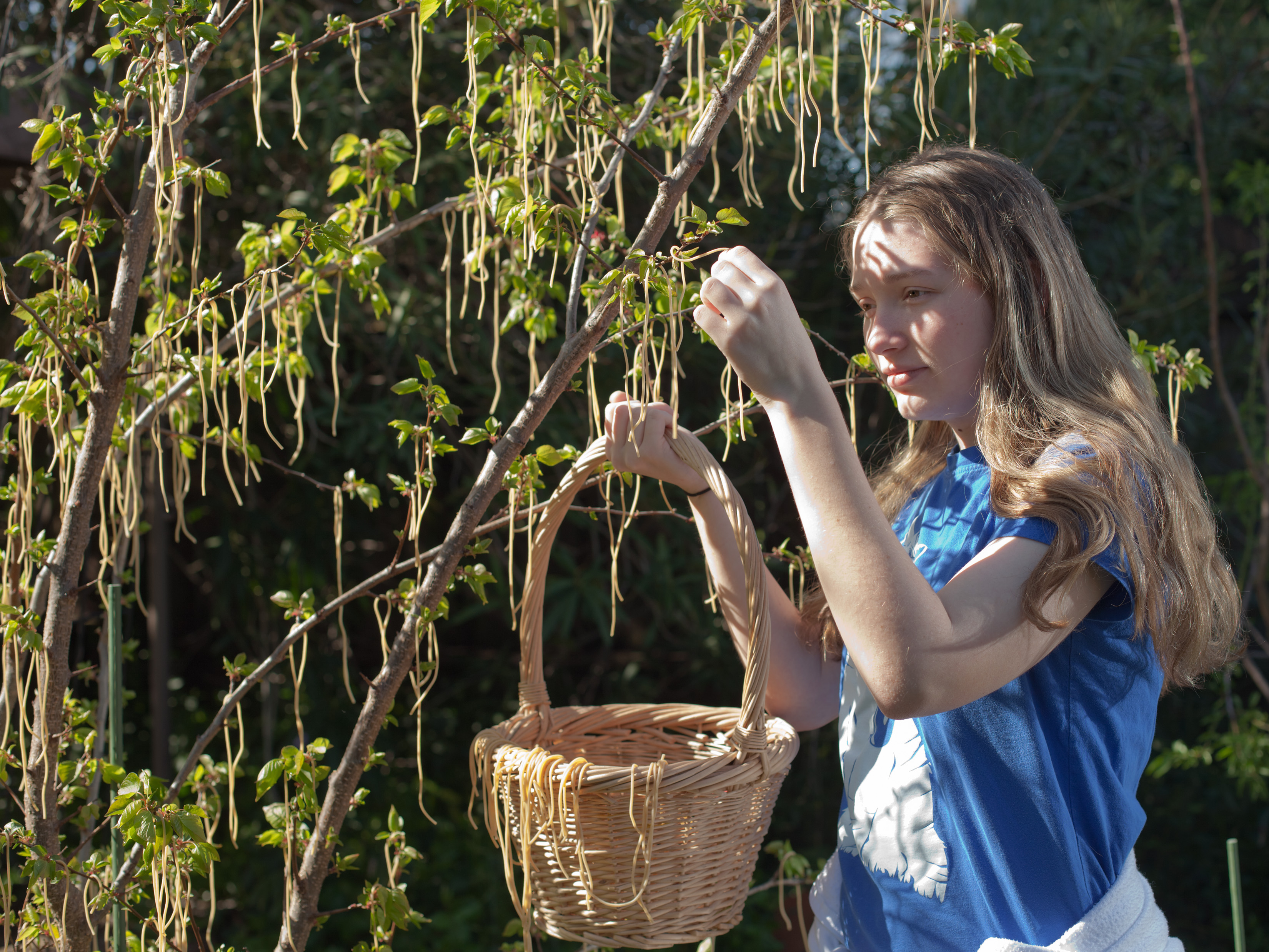
Дерево спагетти
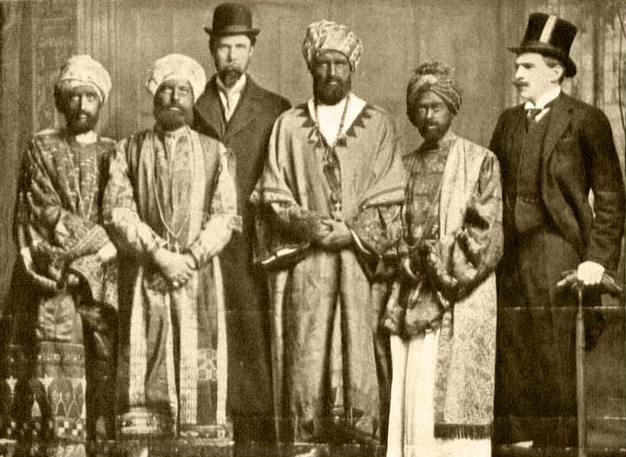
Мистификация на «Дредноуте»
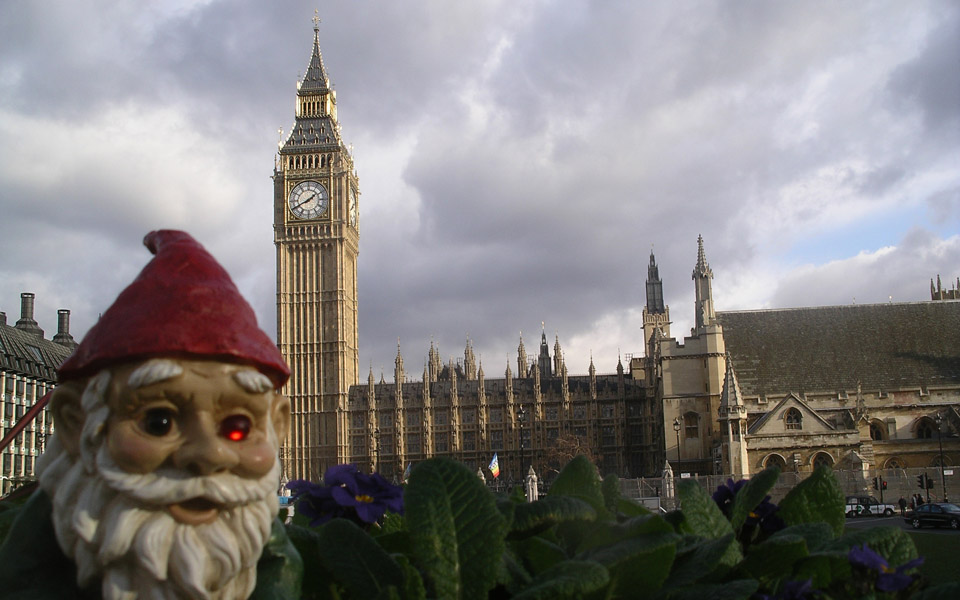
Путешествие садового гномика
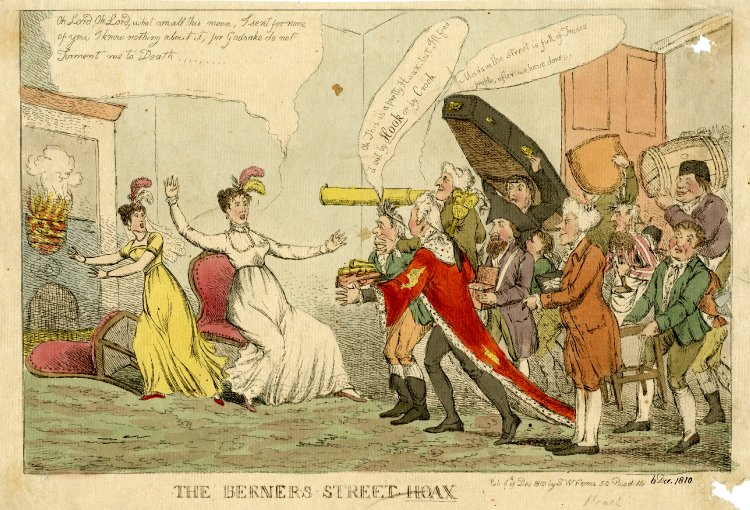
Розыгрыш на Бернерс-стрит

## Розыгрыши в кино и на телевидении
- Старые ворчуны (кинофильм, США, 1993) — два соседа-друга жестоко подшучивают друг над другом. Розыгрыши переходят в усиленную фазу, когда рядом появляется новая красивая соседка, поскольку оба желают привлечь её внимание.
- Старые ворчуны разбушевались (кинофильм, США, 1995) — главные герои, объединившись, жестоко подшучивают над красивой и решительной итальянской бизнесвумен, которая пытается превратить их рыболовную лавку в романтический ресторан.
- Жара в городе ветров[англ.] (телевизионный реалити-фильм[англ.], США, 2003) — киноактёра Перри Каравелло[англ.] заставляют поверить, что он играет главную роль в боевике «Жара в городе ветров», где съёмки (которые якобы предназначены для дополнительного DVD-фильма) на самом деле документируют длинную цепочку розыгрышей и шуток, совершённых над Каравелло[24].
- Подстава (телешоу, США, 2003—2007, 2012)
- Розыгрыш (телепередача, Россия, 2003—2012).